# علی عمار
علی عمار (عربی: علي عمار؛ زاده: ۱۴ مهٔ ۱۹۳۰ – درگذشته: ۸ اکتبر ۱۹۵۷) در روز ۱۴ ماه مارس سال ۱۹۳۰ در شهر ملیانه الجزایر زاده شد و در روز ۸ ماه اکتبر سال ۱۹۵۷ (در ۲۷ سالگی) کشته شد. نام دیگر او علی لاپوانت است.

## نبرد الجزایر
او یک رزمنده انقلابی و فرمانده یک گروه چریکی جبهه آزادیبخش میهنی (الجزایر) بود که برای استقلال الجزایر از اشغال فرانسه در جریان نبرد الجزایر جنگید. علی در سال ۱۹۵۴ به هنگام شعله‌ور شدن جنگ الجزایر به دو سال زندان محکوم شد. وی در زندان باربروس توسط یک رزمنده جبهه آزادیبخش الجزایر FLN عضوگیری شد و به یکی از افسران وفادار الجزیره تبدیل گردید. او در روز ۲۸ دسامبر سال ۱۹۵۶ مظنون به کشتن شهردار شهر بوفاریک شد. در سال ۱۹۵۷ تبهکاران فرانسوی برهبری «یوس گودارد» رهبری جبهه آزادیبخش الجزایر FLN را سیستماتیکمان ایزوله و رهبری آنرا در الجزایر حذف کردند. از شیوه‌های ضد تروریسم گودارد شکنجه کردن دستگیرشدگان هنگام بازجوئی بود. در ماه ژوئن علی عمار رهبری یک تیم را بعهده داشت. این تیم اقدام به کار گذاشتن مواد منفجره در چراغهای یک خیابان نزدیک علائم راهنمائی و کارگذاری یک بمب در یک کلوب رقص که به کشته شدن ۱۷ نفر انجامید، بود.

## اختفا و انفجار
سعدی یاسف دستور داد تا رهبری در مکان دیگری در قصبه الجزایر مخفی شود. بعد از دستگیری سعدی یاسف، علی عمار و سه همرزم او بنامهای حسیبه بن بوعلی، محمود «حمید» بوحمیدی و عمر الصغیر تا روز ۸ اکتبر سال ۱۹۵۷ در خانه‌ای مخفی شدند. محل اختفای آن‌ها توسط یک خبرچین لو رفت. علی می‌توانست تسلیم شود ولی امتناع کرد و خانه‌ای که مخفیگاه آن‌ها بود توسط چتربازان فرانسوی منفجر گردید که در اثر آن ۲۰ نفر الجزایری کشته شدند. نقش او را در فیلم نبرد الجزیره ابراهیم حقیاق بازی کرد.